# نیکلای کاستر والدو
نیکُلای کاستر والدو (به انگلیسی: Nikolaj Coster-Waldau) (زاده ۲۷ ژوئیه ۱۹۷۰) هنرپیشه نروژی است. او در بندر رودکوبینگ دانمارک زاده شد. پدرش فریتزر والدو اصلیتی آلمانی داشت و در سال ۱۹۹۸ درگذشت. مادرش هان سوبرگ کاستر نیز یک کتابدار کتابخانه است. نیکلای دو خواهر بزرگ‌تر دارد و در اصل توسط مادرش بزرگ شده است. او به‌خاطر سریال گیم اف ترونز مشهور شد.

## حرفه
نیکُلای بین سال‌های ۱۹۸۹ تا ۱۹۹۳ در مدرسهٔ ملی تئاتر در دانمارک به تحصیل پرداخت. آغاز کار وی در روی صحنه بازی در نقش لارتز در نمایش Hamlet در تئاتر Betty Nansen بود. بازی وی در فیلم Nightwatch در سال ۱۹۹۴ او را در کشور خودش مشهور ساخت. او سپس برای ادامهٔ حرفهٔ خود در تلویزیون و سینما به ایالات متحده رفت.
در سال ۲۰۰۱ او حرفهٔ خود را در ایالات متحده با بازی در فیلم Black Hawk Down اثر ریدلی اسکات در نقش دریافت کنندهٔ مدال افتخار گری گوردون آغاز کرد. نیکلای در این مورد می‌گوید: اولین فیلم آمریکایی من بود، دوستی به من کمک کرد تا آن را در اتاق زیر شیروانی آپارتمانم در کپنهاگ ضبط کنیم. ما این کار را کردیم و خوش شانس بودیم.
او سپس در فیلم Enigma در نقش اصلی مایکل اپتد بازی کرد. در سال ۲۰۰۵ ریدلی اسکات از نیکلای برای بازی در فیلم حماسی Kingdom of Heaven استفاده کرد. ریچارد لونکرین که در فیلم Wimbledon در سال ۲۰۰۴ بازی کرده بود، دو سال بعد در سال ۲۰۰۶ نقشی به وی در فیلم Firewall داد. او سپس در نقش جان امستردام، کارآگاه جنایی فناناپذیر اهل نیویورک که بعد از پیدا کردن عشق واقعی خود فناپذیر شد، در مجموعهٔ کوتاه New Amsterdan محصول شبکهٔ Fox TV به ایفای نقش پرداخت.
از آوریل سال ۲۰۱۱ او در نقش جیمی لنیستر در مجموعهٔ بازی تاج و تخت محصول شبکهٔ HBO که بر اساس مجموعه رمان پر فروش نغمه ای از آتش و یخ اثر جورج آر. آر. مارتین ساخته شده به ایفای نقش پرداخت. او در مورد این نقش گفت: چرا نباید جیمی را دوست نداشته باشم. من به عنوان یک بازیگر نمی‌توانم نقشی بهتر از جیمی بخواهم. شبکهٔ Buddy TV او را هشتاد و پنجمین نفر لیست تحریک کننده‌ترین مردان تلویزیون در سال ۲۰۱۱ رده‌بندی کرد.
نیکلای در سال ۲۰۱۳ در کنار جسیکا چستین در فیلم ترسناک Mama هنرنمایی کرد. بعد از آن نیز او در نقش سایکس، یک متخصص اسلحه در ارتش در فیلم علمی تخیلی و اکشن Oblivion به ایفای نقش پرداخت.

## زندگی شخصی
او همراه همسرش نوکاکا که یک خواننده و بازیگر اهل کشور گرینلند است و همین‌طور دو فرزندش در نزدیکی کپنهاگ زندگی می‌کند. پدر همسرش جوزف موتزفلد یکی از اعضای پارلمان کشور گرینلند و رهبر سابق حزب لنویت است.

## گزیدهٔ نقش‌آفرینی‌ها
- خم شده (۱۹۹۷)
- وجه خطرناک (۱۹۹۸)
- فرشته شب (۱۹۹۸)
- ویمبلدون (۲۰۰۴)
- دیوار آتش (۲۰۰۶)
- بلک‌تورن (فیلم) (۲۰۱۱)
- بازی تخت و تاج (مجموعه تلویزیونی) (۲۰۱۱)
- ماما (۲۰۱۳)
- فراموشی (۲۰۱۳)
- زن دیگر (۲۰۱۴)
- خدایان مصر (۲۰۱۶)
- سرکرده (۲۰۱۷)
- دومینو  (۲۰۱۹)
- سرکوب (۲۰۲۰)
- در برابر یخ (۲۰۲۲)